# Eric Gates
Eric Gates (Ferryhill, 1955. június 28. –) válogatott angol labdarúgó, csatár.

## Pályafutása

### Klubcsapatban
1973 és 1985 között az Ipswich Town labdarúgója volt, ahol egy angolkupa-győzelmet ért el és tagja volt az 1980–81-es idényben UEFA-kupagyőztes csapatnak. 1985 és 1990 között a Sunderland játékosa volt, ahol 1987–88-ban a csapat legjobb játékosának választották. 1990–91-ben a Carlisle United együttesében fejezte be az aktív játékot.

### A válogatottban
1980-ban két alkalommal szerepelt az angol válogatottban.

## Sikerei, díjai
Ipswich Town
- Hall of Fame (2012)[3]
- Angol kupa (FA Cup)
  - győztes: 1978
- UEFA-kupa
  - győztes: 1980–81

 Sunderland
- Angol bajnokság – harmadosztály (Third Division)
  - bajnok: 1987–88
  - az év labdarúgója (1987–88)

## Statisztika

### Mérkőzései az angol válogatottban
| Anglia | Anglia               | Anglia                          | Anglia  | Anglia   | Anglia   | Anglia       | Anglia | Anglia  |
| #      | Dátum                | Helyszín                        | Hazai   | Eredmény | Vendég   | Kiírás       | Gólok  | Esemény |
| ------ | -------------------- | ------------------------------- | ------- | -------- | -------- | ------------ | ------ | ------- |
| 1.     | 1980. szeptember 10. | London, Wembley Stadion         | Anglia  | 4 – 0    | Norvégia | vb-selejtező | -      |         |
| 2.     | 1980. október 15.    | Bukarest, Augusztus 23. Stadion | Románia | 2 – 1    | Anglia   | vb-selejtező | -      | 46'     |
|        | Összesen             |                                 |         | 2        | mérkőzés |              | 0      | gól     |